# Ernest Jones

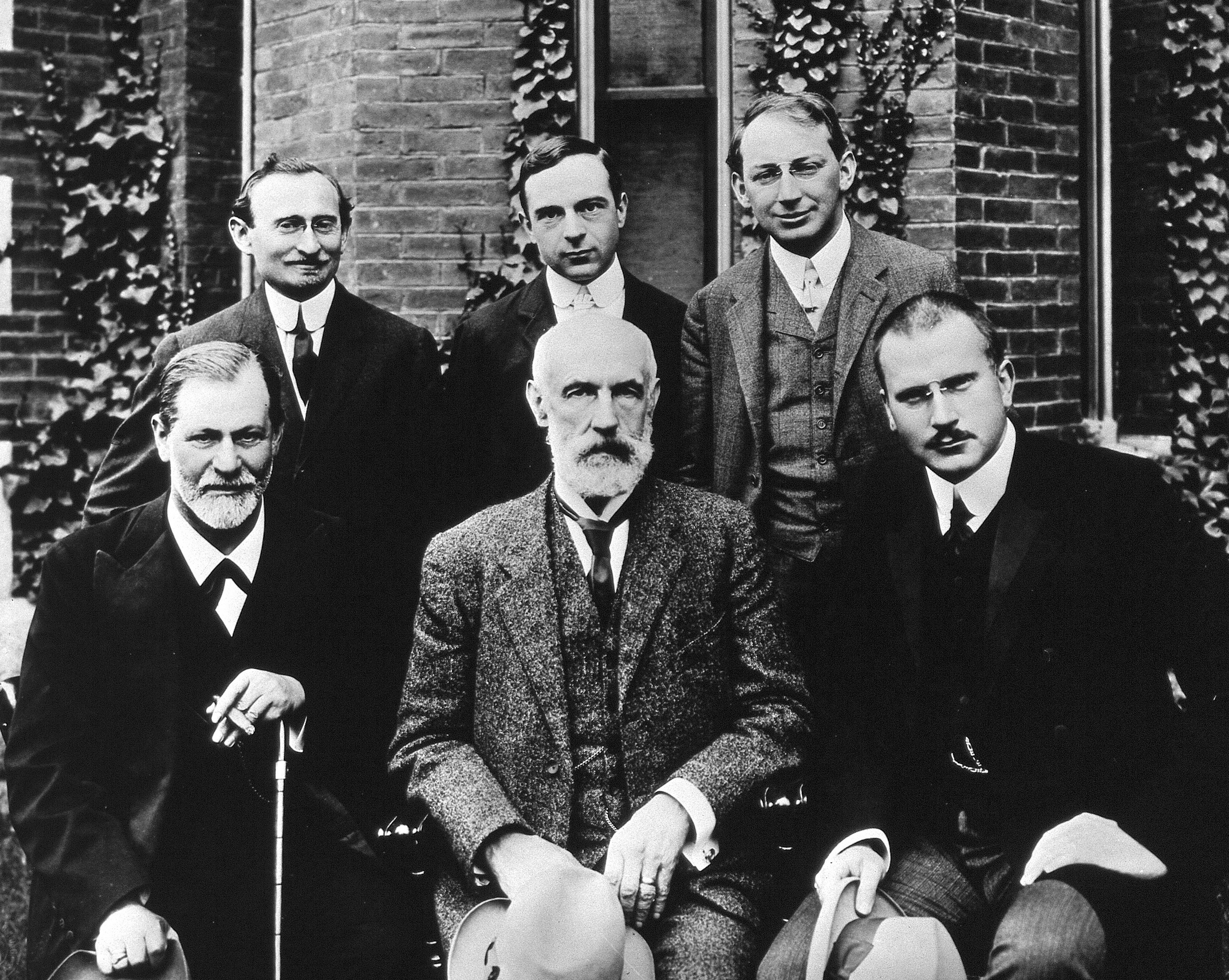
Ernest Jones nahoře uprostřed. Vlevo dole Freud, vpravo dole Jung.

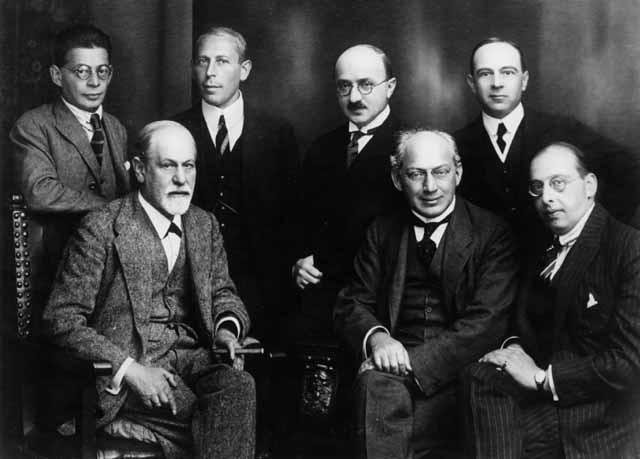
Ernest Jones zcela vpravo nahoře. Dole (zleva) Freud, Ferenczi, Sachs. Nahoře (zleva) Rank, Abraham, Eitingon.

Ernest Jones (1. ledna 1879 – 11. února 1958) byl britský (velšský) neurolog, psychoanalytik a oficiální Freudův životopisec. Byl prvním praktikujícím analytikem v Británii, a jako takový se stal šiřitelem psychoanalýzy v anglofonním světě. Vytvořil první překlady Freudových textů do angličtiny. V letech 1920–1930 byl prezidentem Mezinárodní psychoanalytické asociace. Jeho nejvýznamnějším teoretickým příspěvkem je zřejmě studie o noční můře (alptraum) z roku 1931. Věnoval též studii Shakespearově Hamletovi. Nejznámějším jeho dílem je třídílný životopis Sigmunda Freuda.